# اتجاه السوق

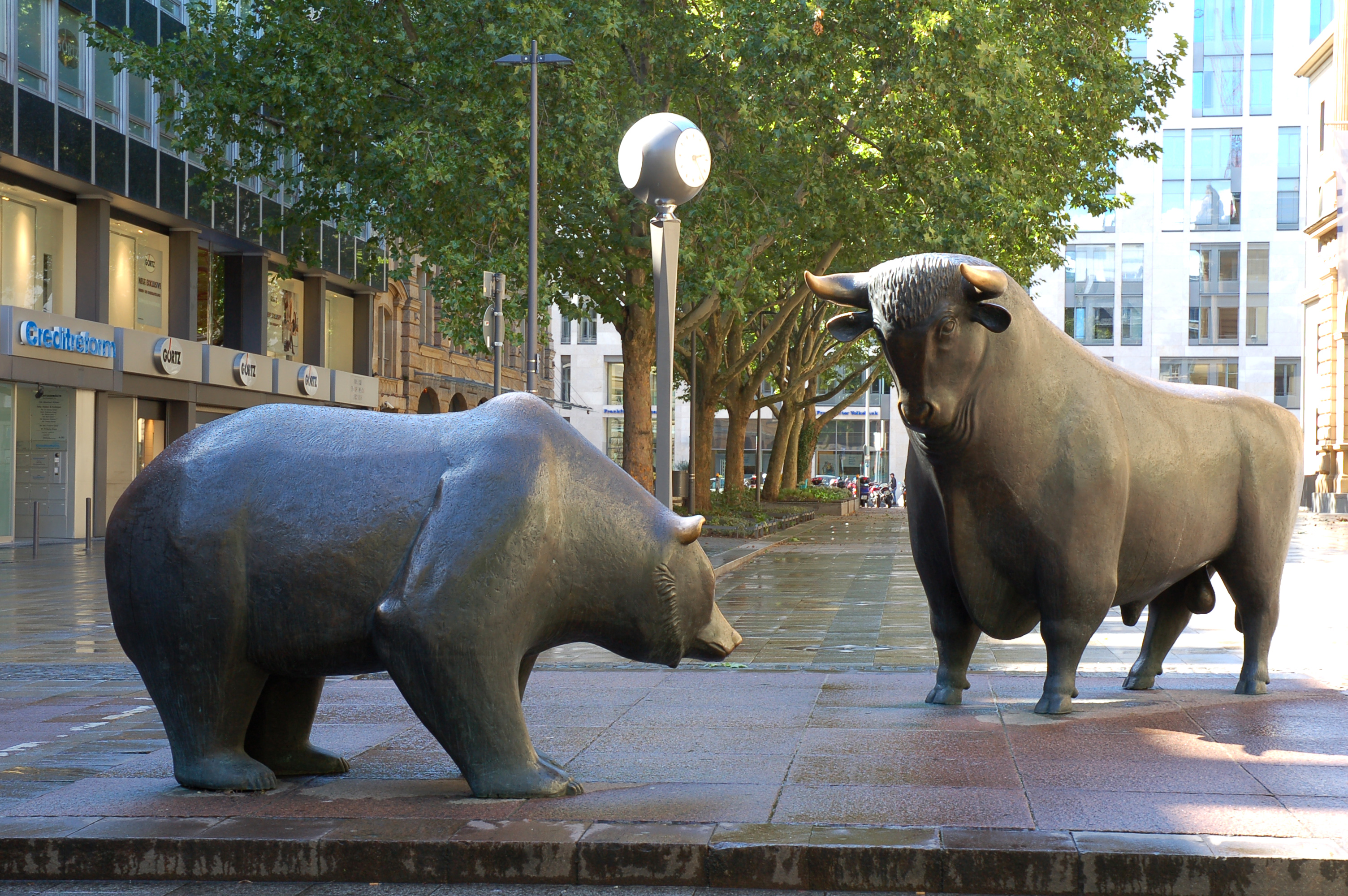
تمثال تعبيري لحركة اتجاه السوق وفق سوق الثور أو سوق الدب

اتجاه السوق مفهوم اقتصادي في السوق المالية يشير إلى الاتجاه العام الذي تسير وفقه حركة الأسهم في البورصة أو اتجاه الأسواق المالية للتحرك في اتجاه معين بمرور الوقت. يمكن التمييز بين سوق الثور وسوق الدب.
تصنف هذه الاتجاهات على أنها علمانية secular للأطر الزمنية الطويلة، وأولية للأطر الزمنية المتوسطة، وثانوية للأطر الزمنية القصيرة. يحاول المتداولون تحديد اتجاهات السوق باستخدام التحليل الفني، وهو إطار يميز اتجاهات السوق على أنها اتجاهات أسعار يمكن التنبؤ بها داخل السوق عندما يصل السعر إلى مستويات الدعم والمقاومة، والتي تتغير بمرور الوقت.
لا يمكن تحديد الاتجاه إلا بعد فوات الأوان، حيث تكون الأسعار في المستقبل غير معروفة في أي وقت.

## مصطلحات السوق
يصف المصطلحان «سوق الثور: السوق الصاعد» و «سوق الدب: السوق الهابط» اتجاهات السوق الصاعدة والهابطة على التوالي، ويمكن استخدامهما لوصف كل السوق أو قطاعات وأوراق مالية محددة منه. ربما تتوافق الأسماء مع حقيقة أن الثور يهاجم برفع قرنيه لأعلى، بينما يضرب الدب بمخالبه في حركة هبوطية.
وثقت هذه المصطلحات لأول مرة من قبل توماس مورتيمر في كتابه كل رجل وسيطه الخاص.

## سوق الثور
سوق الثور (Bull market) تعكس حالة يكون فيها معدل نمو تكاليف الاستثمار أعلى من معدلها التاريخي. ويمكن ظهور حالة سوق الثور نتيجة لانتعاش اقتصادي، طفرة اقتصادية، أو الوضع النفسي للمستثمرين. وظهرت فترة سوق الثور الأطول والأشهر في أوائل التسعينات في أسواق الأسهم الأمريكية حيث حققت نموا بأسرع وتيرة على الإطلاق. وسوق الثور هي عكس سوق الدب.